# Anthony Fauci
Anthony Stephen Fauci (Brooklyn, 24 de dezembro de 1940) é um imunologista estadunidense. Contribuiu de forma substancial na pesquisa da Síndrome da imunodeficiência adquirida (AIDS) e outras imunodeficiências, como pesquisador e chefe do Instituto Nacional de Alergia e Doenças Infecciosas (NIAID) desde 1984. Ele foi o conselheiro médico chefe do presidente Joe Biden de janeiro de 2021 a dezembro de 2022.

## Formação e carreira

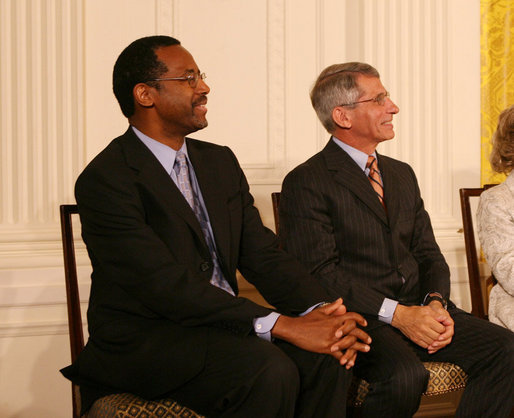
Ben Carson e Anthony Fauci (direita) sendo anunciados como recipientes da Medalha Presidencial da Liberdade na Casa Branca em 19 de junho de 2008

Anthony Stephen Fauci nasceu em 24 de dezembro de 1940 no Brooklyn, filho de Stephen A. Fauci, um farmacêutico, e Eugenia A. Fauci.
Formado na Universidade de Cornell e proeminente médico servindo nos Institutos Nacionais da Saúde (NIH), Fauci atuou no setor de saúde pública dos Estados Unidos em várias funções por mais de cinquenta anos e serviu como consultor de todos os presidentes dos Estados Unidos, na área de saúde, de Ronald Reagan até Joe Biden. Ele foi diretor do Instituto Nacional de Alergia e Doenças Infecciosas (NIAID) de 1984 a 2022 e fez contribuições para pesquisas sobre o HIV/AIDS e outras doenças de imunodeficiência, tanto como cientista pesquisador quanto como chefe do NIAID. De 1983 a 2002, Fauci foi um dos cientistas mais citados do mundo em todas as revistas científicas. Em 2008, o presidente George W. Bush o presenteou com a Medalha Presidencial da Liberdade, o maior prêmio civil nos Estados Unidos, por seu trabalho no programa de combate à AIDS chamado PEPFAR (sigla em inglês para Plano de Emergência do Presidente para Alívio da AIDS).
Durante a Pandemia de COVID-19 nos Estados Unidos, Fauci se tornou um dos líderes de uma força tarefa na Casa Branca montada pelo Presidente Donald Trump para lidar com a crise. Os conselhos de Fauci eram frequentemente contrariados por Trump e os apoiadores do presidente alegaram que Fauci estava tentando minar politicamente a candidatura de Trump à reeleição. Após Joe Biden assumir a presidência, Fauci começou a servir como o líder do grupo de resposta da Casa Branca para a crise do COVID-19 e se tornou o conselheiro médico chefe de Biden, tendo mais liberdades para tomar decisões de saúde pública. Ele permaneceu na posição até o final de 2022, quando se aposentou.

## Publicações selecionadas
- Fauci AS, Dale DC, Balow JE. Glucocorticosteroid therapy: mechanisms of action and clinical considerations. Ann Intern Med 1976 Mar;84(3):304-15. PMID 769625
- Fauci AS, Haynes B, Katz P. The spectrum of vasculitis: clinical, pathologic, immunologic and therapeutic considerations. Ann Intern Med 1978 Nov;89(5 Pt 1):660-76. PMID 31121
- Fauci AS, Haynes BF, Katz P, Wolff SM. Wegener's granulomatosis: prospective clinical and therapeutic experience with 85 patients for 21 years. Ann Intern Med 1983 Jan;98(1):76-85. PMID 6336643
- Fauci AS, Macher AM, Longo DL, Lane HC, Rook AH, Masur H, Gelmann EP. NIH conference. Acquired immunodeficiency syndrome: epidemiologic, clinical, immunologic, and therapeutic considerations. Ann Intern Med 1984 Jan;100(1):92-106. PMID 6318629
- Fauci AS. The human immunodeficiency virus: infectivity and mechanisms of pathogenesis. Science 1988 Feb 5;239(4840):617-22. PMID 3277274
- Pantaleo G, Graziosi C, Fauci AS. New concepts in the immunopathogenesis of human immunodeficiency virus infection. N Engl J Med 1993 Feb 4;328(5):327-35. PMID 8093551
- Chun TW, Fauci AS. Latent reservoirs of HIV: obstacles to the eradication of virus. Proc Natl Acad Sci U S A. 1999 Sep 28;96(20):10958-61. doi:10.1073/pnas.96.20.10958 PMID 10500107
- Morens DM, Folkers GK, Fauci AS. The challenge of emerging and re-emerging infectious diseases. Nature 2004 Jul 8;430(6996):242-9. PMID 15241422
- Johnston MI, Fauci AS. An HIV vaccine--challenges and prospects. N Engl J Med 2008 Aug 28;359(9):888-90. PMID 18753644
- Fauci AS, Braunwald E, Kasper DL, Hauser SL, Longo DL, Jameson JL, Loscalzo J, eds. Harrison's principles of internal medicine, 17th ed. New York: McGraw-Hill Medical, 2008. ISBN 978-0-07-159991-7